# Diego Pizarro del Pozo y Clavijo Gálvez
Diego Pizarro del Pozo y Clavijo de Galvéz (Málaga, 1586-La Serena, circa 1655) fue un noble y aristócrata español, militar, explorador, conquistador, poblador y gobernante colonial con importante participación en la conquista de Chile y Argentina, uno de los pioneros en la elaboración del Pisco y vino de Chile. También fue fundador y genearca de la familia Pizarro del Pozo en América, una de las familias criollas más acaudaladas de San Bartolomé de La Serena y principales terratenientes del sector costero del Valle de Limarí desde principios del siglo XVII hasta fines del siglo XIX y tronco de una de las más importantes familias chilenas del Norte Chico en el Chile colonial.

## Origen

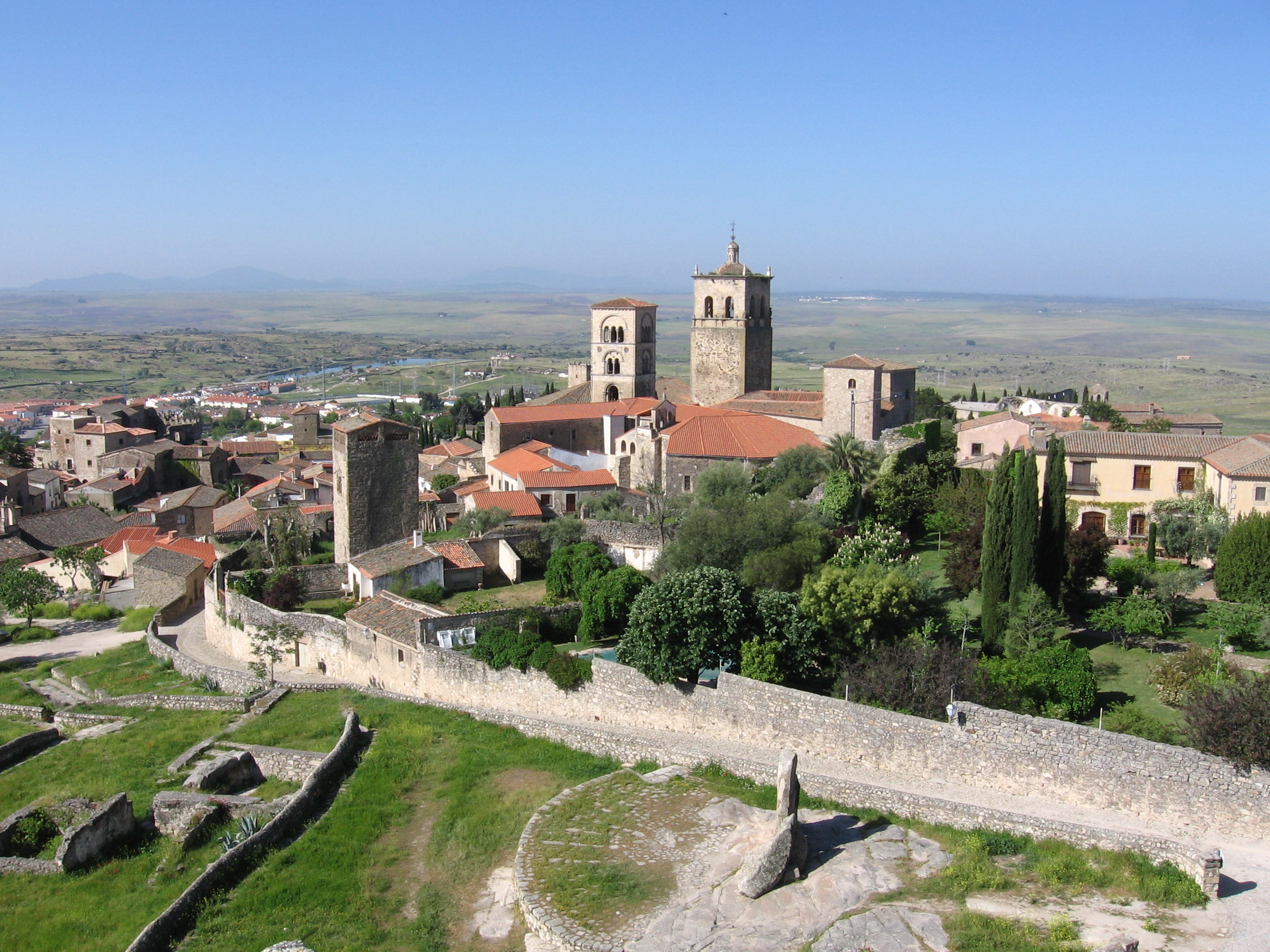
Trujillo (España), origen de la familia Pizarro donde formaban parte de la oligarquía de esta ciudad.

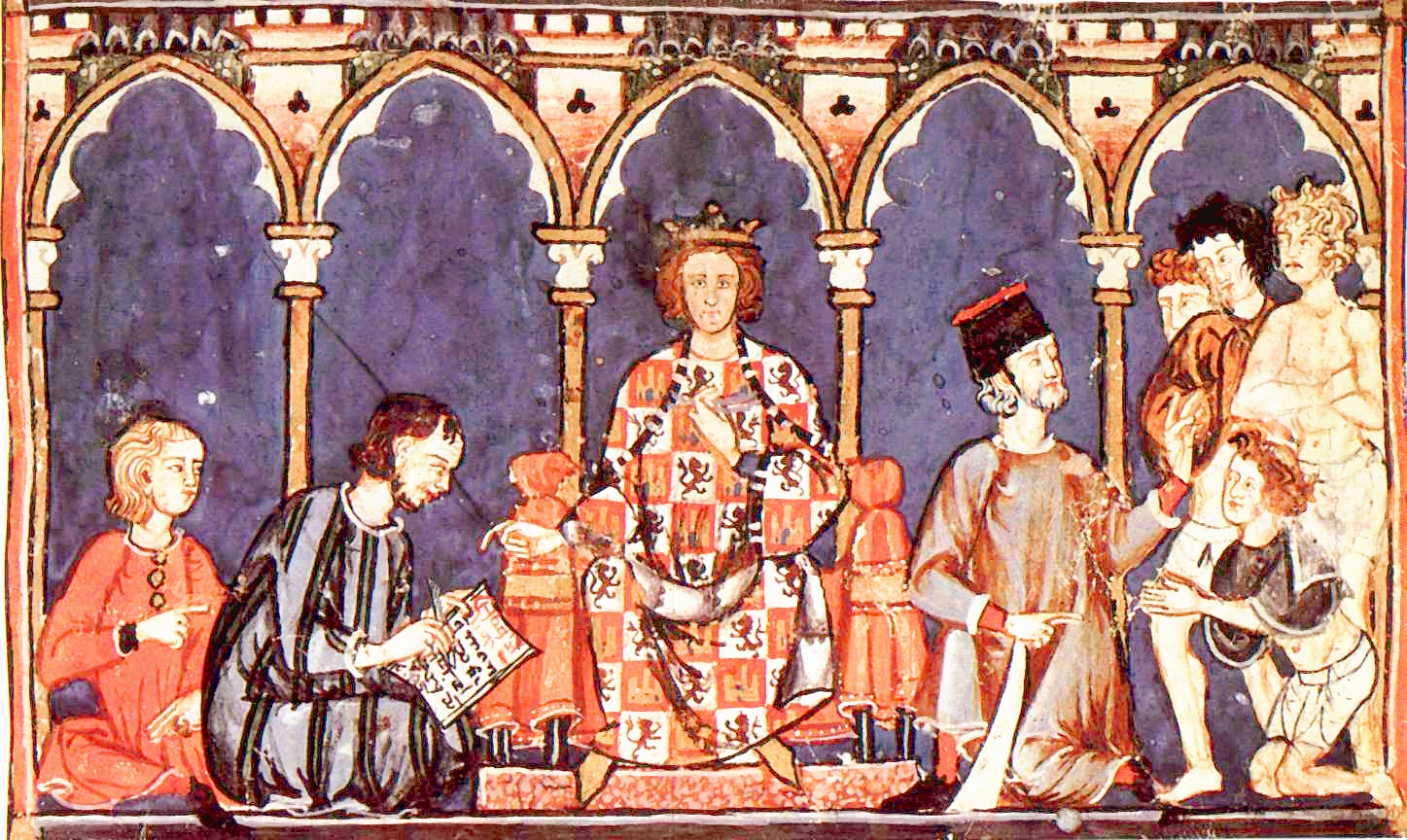
Alfonso X "el Sabio", rey de Castilla entre 1252 y 1284, es antepasado directo de los Pizarro del Pozo.

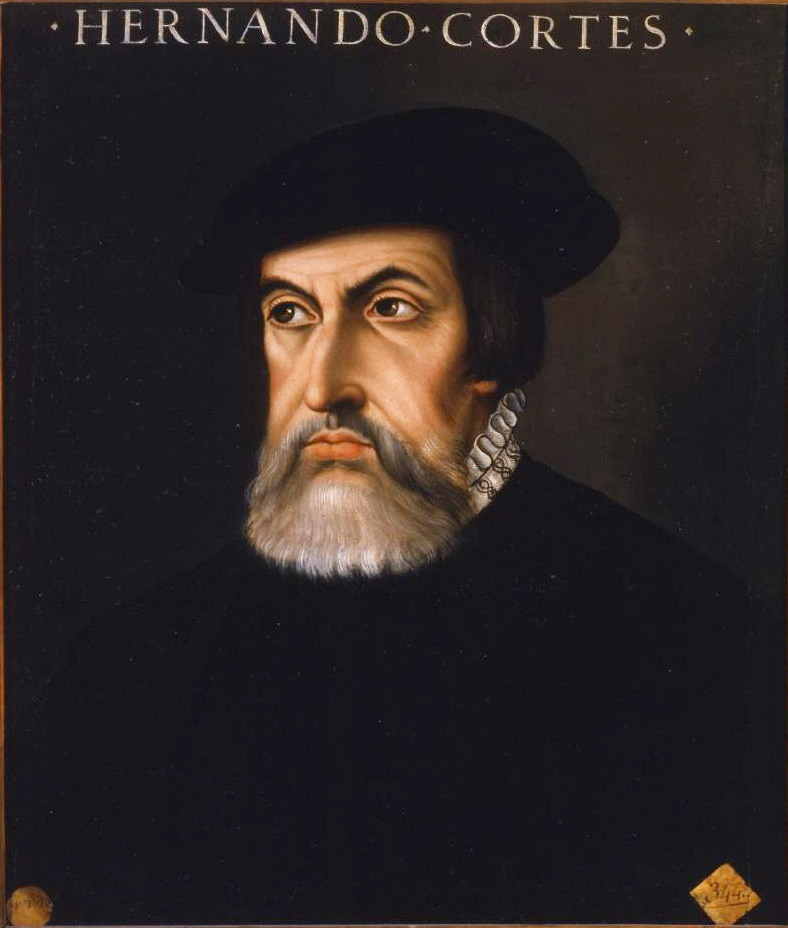
Hernán Cortés Monroy Pizarro Altamirano, primo segundo de Pizarro del Pozo.

Hijo tercero de Francisco Pizarro del Pozo, originario de Trujillo (España) y de Cristobalina Clavijo de Galvéz, nació en Málaga en 1586, en el seno de una poderosa y acaudalada familia ya que sus antepasados habían participado en la Guerra de Granada y fueron recompensados por los Reyes Católicos con extensas heredades dedicadas a la cría de ganados, cultivos de olivares, cereales y viñedos afectas a mayorazgo; en la Andalucía Oriental principalmente alrededores de Málaga, También era descendiente directo del rey Alfonso X "el Sabio" rey de Castilla y León entre 1252 y 1284. Perteneció a la familia Pizarro de Trujillo (España) y emparentado con El marqués Francisco Pizarro conquistador del Tawantinsuyo hace lo suyo introduciendo la vid en el Virreinato del Perú y Hernán Cortés Monroy Pizarro Altamirano marqués del Valle de Oaxaca, conquistador del Imperio Azteca.

## Llegada al reino de Chile
Viaja en 1604 a luchar en la Guerra de Arauco en la entonces Capitanía General de Chile en la compañía al mando del capitán de Pedro de Olivares Ricoyelmo en la expedición de socorro solicitada por el gobernador Alonso de Ribera, considerado el organizador del ejército de Chile después de la Batalla de Curalaba, hecho en el que muere el gobernador de Chile Martín García Óñez de Loyola y se perdieron las ciudades fundadas al sur Río Biobío.

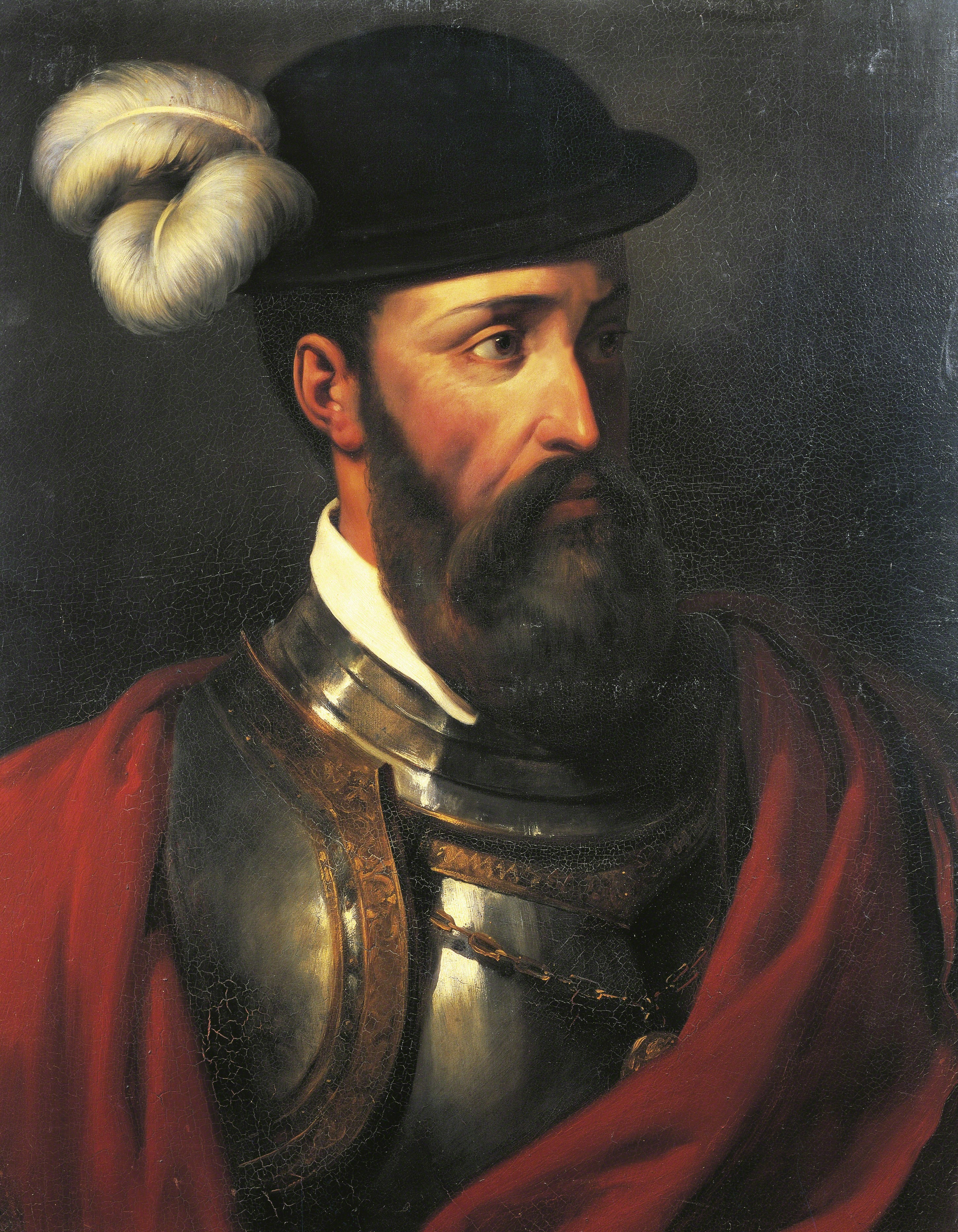
Francisco Pizarro, primo segundo de Pizarro del Pozo

## Actividad política y militar
Maestre de Campo y capitán de caballos ligeros y lanzas Españolas; alcalde de primer voto de La Serena 1632, regidor de La Serena 1642; Corregidor de La Serena y teniente de corregidor y justicia mayor del Limarí 1638, justicia mayor y lugarteniente de Mar y Tierra y alférez real y pficial real (1646-1650).

## Actividad comercial
Se afincó en 1614 en San Bartolomé de La Serena, Corregimiento de Coquimbo, en el entonces Reino de Chile. En 1618 se casó en la ciudad de La Serena con la dama criolla Ana de Gamboa y Astudillo biznieta del conquistador Pedro de Gamboa de ascendencia española, hija del maestre de campo Miguel de Astudillo, uno de los grandes terratenientes del Valle de Limarí y encomendero en Tucumán. A través de los contactos familiares de la aristocrática familia de su mujer, emparentada con ricos hacendados y mineros de la zona, serán sus contactos los que ayudarían a Pizarro del Pozo en sus negocios.
Rápidamente, Pizarro del Pozo se convirtió en un acaudalado hacendado y rico minero dedicándose a los negocios financieros, mineros, comerciales, agrícolas y ganaderos y administrando las abundantes haciendas y chacras que poseía en la época la familia de su mujer. Con el tiempo fue dueño de extensas propiedades se dedicó al cultivo principalmente de la tríada mediterránea (trigo, olivo y viña), ganadero y criador de caballos que siglos más tarde darían origen al caballo chileno, recuas de mulas que eran enviadas a Potosí en pleno auge minero de la Plata, entre otros.

## Vitivinicultura
Pero su labor más destacada fueron sus aportes a la viticultura y elaboración del vino;
En 1618, Diego Pizarro del Pozo y Clavijo de Gálvez entró en el negocio vitivinícola en Chile al contraer matrimonio en 1618 recibe como dote de su mujer entre otras pertenencias unos viñedos que habían sido plantados alrededor del siglo XVI, y que habían pertenecido a Luis Pérez de Canseco, (factor real de La Serena) abuelo de su esposa.
Esta propiedad se ubicaba en el Valle del Limarí, donde compra las propiedades colindantes, transformándose en una rica y prospera hacienda, la bodega la cual era trabajada por esclavos negros contaba con capacidad para más de 1300 arrobas (1 Arroba =11,5 litros) algo así como 15 000 litros anuales modernizó y mejoró los métodos de elaboración tipo (Málaga) y el uso del método del asoleo, también poseía alambiques para la elaboración de aguardientes que eran exportados al Perú introduce nuevas cepas tintas, moscateles es, Albillo, también lagares de ladrillos hasta entonces se usaban los lagares de cuero de bovino, utilizó Brea en vez de la desagradable resina bituminosa y pez que daban al vino un sabor desagradable método usado por el resto de Chile en ese entonces.
Introdujo además a Chile las botellas de vidrio para envasar el vino de sus viajes al Virreinato del Perú.
Sus antepasados habían participado en la Guerra de Granada y fueron recompensados por los Reyes Católicos con extensas heredades dedicadas a la cría de ganados, cultivos de olivares, cereales y viñedos afectas a mayorazgo; en la Andalucía Oriental principalmente alrededores de Málaga, tierra famosa por sus vinos. Además cabe mencionar que fueron sus parientes quienes introducen el cultivo de la vid en parte de América.
Hernán Cortés Monroy Pizarro Altamirano marqués del Valle de Oaxaca conquistador del Imperio Azteca y los conquistadores españoles encontraron vides silvestres en el suelo de la Nueva España como la Vitis rupestris, Vitis labrusca y Vitis berlandieri. Hernán Cortés fue el principal promotor del cultivo de la uva, ordenando traer de la isla de Cuba semillas y plantas de la Vitis vinifera proveniente de España, siendo la Nueva España el primer sitio de la América continental en cultivarse viñedos y producirse vinos para consumo.
El 20 de marzo de 1524, Hernán Cortés firmó un decreto donde se ordenaba que todos los españoles con encomiendas debían plantar anualmente mil viñas españolas y autóctonas por cada cien indígenas a su servicio para lograr una hibridación rápida en las nuevas tierras. Luego este territorio pasa a llamarse Virreinato de Nueva España y de ahí es donde se propagara por América Central y el oeste de Norteamérica (California).
El marqués Francisco Pizarro conquistador del Tawantinsuyo hace lo suyo introduciendo la vid en el Virreinato del Perú, cuna de la vitivinicultura sudamericana, donde se propagó a Chile, Argentina (Cuyo, Gobernación del Tucumán), Provincia de Charcas (hoy Bolivia y parte de Paraguay) en fin años más tarde a toda América del Sur.

## Matrimonio y descendencia
En 1618 se casó en la ciudad de La Serena con la dama criolla Ana de Gamboa y Astudillo biznieta del conquistador Pedro de Gamboa quien fue el alférez quien trazó la planta de damero en la fundación de Santiago de Chile. En esta ciudad ocupara importantes cargos en la administración colonial en el entonces Corregimiento de Coquimbo. De ascendencia española, hija del maestre de campo Miguel de Astudillo, uno de los mayores terratenientes del Valle de Limarí, recibió 999 pesos de oro además de las Estancias de Potrerillos y el Altar y la casa solariega de la familia frente a la Iglesia de la Merced de La Serena
De este matrimonio nacieron doce hijos:

- Francisco Pizarro del Pozo y Gamboa de Astudillo (La Serena c. 1621); vecino del valle del Limarí; capitán de guerra en el valle del Limarí; regidor del cabildo de La Serena; alcalde de la Santa Hermandad 1704; dueño de tierras a las espaldas del cerro Lumi Lumi llamadas El Corral  de Pizarro y de las estancias Urituguasi y Totoral; casó en primeras nupcias con Juana de Godoy y Páez de Cartagena, hija legítima de Francisco de Godoy Acosta y Ana Páez de Cartagena]; contrajo un segundo matrimonio con Catalina de Flores Jodar, hija legítima de Lázaro Martin Redondo, limeño; mercader; avecindado en La Serena; protector de Indígenas de La Serena, y Francisca de Jodar Alférez y Sande], padres de un hijo; con sucesión natural en María de Rástregui.
- Diego Pizarro del Pozo y Gamboa de Astudillo natural de La Serena, que cursó estudios en la Compañía de Jesús, Santiago; capitán, casado con Isidora de Cáceres, hija legítima de Juan González-Campo e Isidora de Cáceres Páez, padres de un hijo:
- Miguel Pizarro del Pozo y Gamboa de Astudillo, natural de La Serena; con sucesión natural en Catalina Cortés y Rojas, hija natural de Gregorio Cortés Monroy y Tobar y María de las Nieves Rojas; con sucesión natural en Francisca de Garragorri. Hijos registrados:
- Blas Pizarro del Pozo y Gamboa de Astudillo (m. Limarí 27 de julio de 1685), sepultado en el convento de Nuestra Señora de las Mercedes, La Serena, 29 de julio de 1685; natural de La Serena; dueño de una estancia en las espaldas del cerro de Talinay y Talinaicillo que llega hasta la boca del río Limarí y la quebrada del Teniente; casó (capitulaciones ante Nicolás Ramírez en La Serena 21 de noviembre de 1680) con Isabel Varas Hodar [h. Francisco Varas y Ponce de León y María Josefa Hodar Sande], sin sucesión
- Maria Pizarro del Pozo y Gamboa de Astudillo  (m. La Serena, 28 de febrero de 1686), sepultada Iglesia de San Francisco; dueña de una estancia en el valle de Limarí con una viña de 6000 plantas; testó ante el Capitán a Guerra del valle de Limarí Julián de la Vega y Mendoza en La Serena 25 de febrero de 1686; casó con José Ossandón de Salazar y Escobar. Sin sucesión.
- Cristobalina Pizarro del Pozo y Gamboa de Astudillo (c. 1621-La Serena 23 de octubre de 1761), sepultada Iglesia de Nuestra Señora de Las Mercedes; testó ante el maestre de campo Diego de Godoy, alcalde ordinario de La Serena. Casó con Lázaro Martín Flores Redondo (m. < 1761); alférez. Sin sucesión.
- Teresa Pizarro del Pozo y Gamboa de Astudillo (m. La Serena, 3 de febrero de 1700), sepultada iglesia de San Francisco; dueña de una viña en el valle del Limarí; viuda, testó ante el Capitán Gaspar Caldera, teniente de corregidor y capitán de guerra del valle del Limarí) en el valle del Limarí el 30 de julio de 1685. Casó con García Cerezo Marmolejo, español, descendencia está registrada en García Cerezo Marmolejo; viuda, con sucesión natural en Gerónimo Ramírez de Torreblanca, descendencia está registrada en Gerónimo Ramírez de Torreblanca; con sucesión natural en Miguel de Rojas Carabantes y Mundaca (c. Lima 1677 c. Tomasa Ortiz de Sotomayor; h. Diego de Rojas y Carabantes y Damiana Caro de Mundaca (var. Mondaca) y Villarroel],
- Bernardina Pizarro del Pozo y Gamboa de Astudillo sepultada en la iglesia y convento de Nuestra Señora de las Mercedes; moradora de la ciudad de La Serena; dueña de la estancia Quebrada de las Damas y de un pedazo de viña en el valle del Limarí; testó ante Gaspar Caldera en La Serena 19 de mayo de 1706; c. I°C. Cristóbal Campos y Gómez de Astudillo (m. Sotaquí, 20 de mayo de 1672), hijo legítimo de Juan Bautista de Campos y Agustina Gómez de Astudillo, descendencia del I° está registrada en Cristóbal Campos y Gómez de Astudillo; c. II°C. Juan de Navia Berrío Araya,
- Santiago Pizarro del Pozo y Gamboa de Astudillo (c. 1647); recibió merced de 1000 cuadras de tierra del gobernador José de Garro "por haber servido a Su Majestad por más de veinte años en la guerra de este Reino"; combatió contra el pirata inglés Bartolomé Sharp, que desembarcó en La Serena 13 de diciembre de 1680, permaneciendo allí por tres días; también combatió contra el pirata inglés Eduardo Davis que a mediados de 1686 penetró en La Serena y se apoderó del convento e iglesia de Santo Domingo, desde donde fueron desalojados por los vecinos de la ciudad; Capitán; casado con Francisca Cortés y Pérez Pastor (c. 1668-28 de enero de 1728), hija de Bernardo Cortés y Uriambre y de Francisca Pérez-Pastor); con sucesión natural en Leonor [india]; con sucesión natural en Ana Gamarra

## Fallecimiento

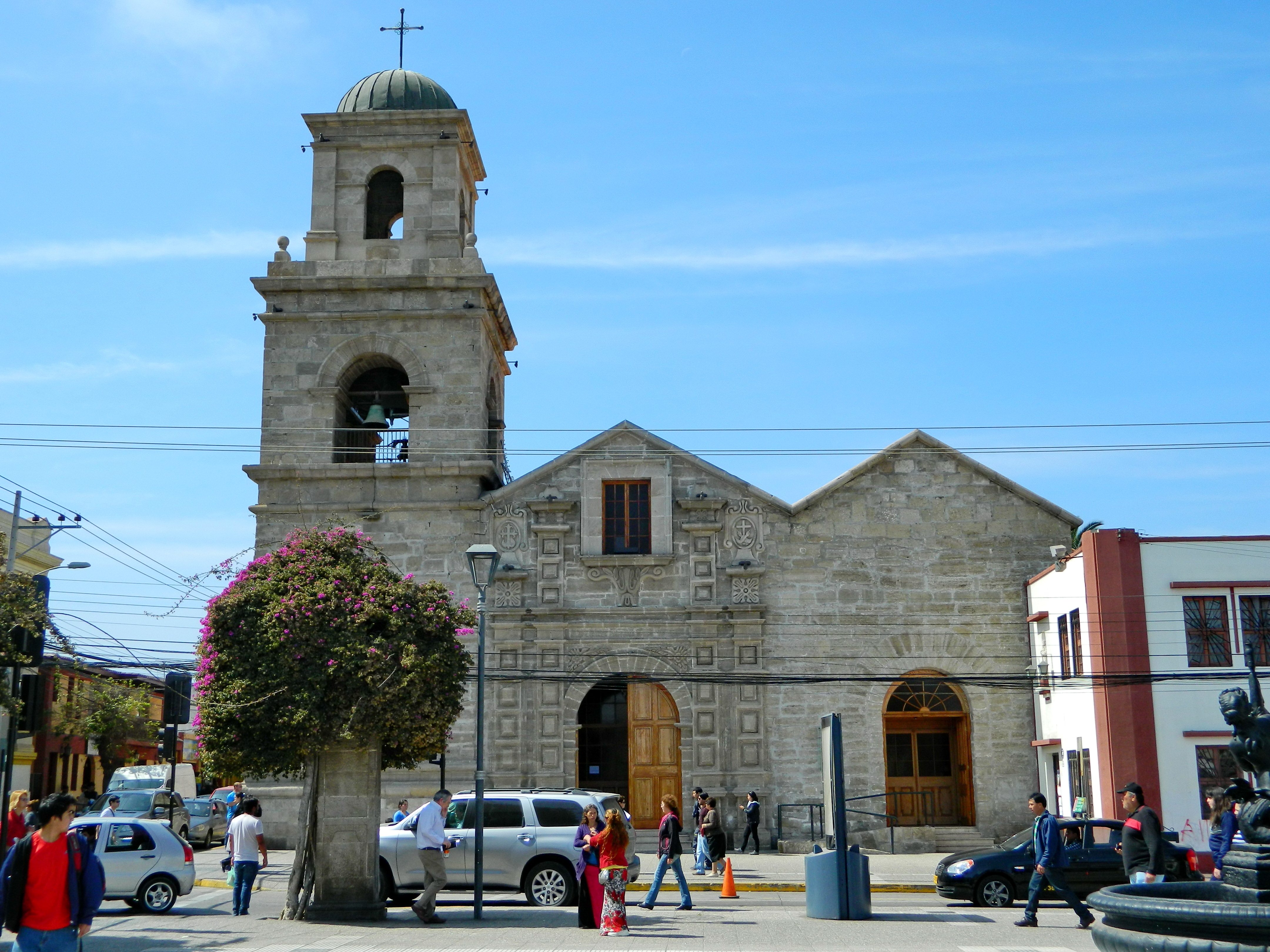
Iglesia de San Francisco, el cual fuese panteón de la familia Pizarro del Pozo hasta comienzos del.

Falleció en 1653 y recibió sepultura en el altar mayor de iglesia de San Francisco Se cuenta entre los benefactores de la orden franciscana donde fundó una capellanía de misas.